# Idrolisi dei silicati
L'idrolisi dei silicati è uno dei più importanti processi chimici di disfacimento delle rocce a causa della grande abbondanza di rocce composte da silicati ed è dovuto alla reazione dell'acqua con i silicati alluminosi, presenti come feldspati e feldspatoidi.

## Processo
A contatto con la roccia, l'acqua si dissocia negli ioni H e OH e questo processo origina idrossidi di sodio, potassio, magnesio e calcio mentre passano in sospensione idrossidi di alluminio, silicio e ferro.
Il reticolo di cristalli all'interno si sfalda scomponendosi in frammenti di dimensione ridottissima, detti colloidali.

## Effetti
Il processo provoca il disgregamento in molte rocce, soprattutto le endogene e metamorfiche.
La roccia decomoposta diviene friabile ("roccia marcia") ed assume una particolare colorazione giallastra o rossastra, causa l'ossigenazione dei composti contenenti ferro. 
Inoltre nei ciottoli si genera una crosta superficiale fragile che racchiude un nucleo interno meno alterato.